# الجزر والمجالات المحمية في خليج كاليفورنيا
الجزر والمجالات المحمية في خليج كاليفورنيا هي مجموعة من الجزر والجزر الصغيرة والمناطق الساحلية الواقعة في خليج كاليفورنيا في المكسيك، وتحديدا في ولايات باها كاليفورنيا، باها كاليفورنيا سور، سونور ، سينالوا ، ونياريت.
تم تصنيف الموقع تراثا عالميا لليونسكو سنة 2015 وفقا للمعايير (vii)، (ix) و (x). إلا أنه قد تم إدراجه ضمن قائمة التراث العالمي المعرض للخطر سنة 2019.

## القيمة الاستثنائية
يتضمن الموقع 244 جزيرة وجزيرة صغيرة ومنطقة ساحلية، و يعد موطنا لـ 695 نوعًا من النباتات الوعائية ، أكثر من أي موقع بحري وجزري آخر مدرج في قائمة التراث العالمي. كما أنه استثنائي من حيث عدد أنواع الأسماك: 891 نوعًا، 90 منها متوطن.
بالإضافة إلى ذلك ، يحتوي الموقع على 39٪ من العدد الإجمالي لأنواع الثدييات البحرية وثلث العدد الإجمالي لأنواع الحيتانيات على الأرض.